# Robbins (Kalifornia)
Robbins – jednostka osadnicza w Stanach Zjednoczonych, w stanie Kalifornia, w hrabstwie Sutter.